# 原材料
原材料（げんざいりょう、英語: ingredient）とは、物（製品など）を製造するための元になる物質。

## 概要

### 原料と材料との違い
原材料とは、原料（raw material）と材料（ingredient）を組み合わせた言葉である。両者とも似たような言葉ではあるが、違いとしては原料は通常、物（製品など）が完成したときに原型をとどめていない物のことを指す。すなわち、化学的加工により製品になるものは原料、物理的加工により製品になるものを材料と分類することができる。
（例）
- 原料 - 化学製品を作るために投入されるナフサ
- 材料 - タイヤを作るために投入されるゴム

また、ある物が必ずどちらかに分類されるかというとそうではなく、用途によって原料と材料に分かれる場合もある。例として木材を挙げると、
- 原料のケース - 紙・パルプ製品を作るために投入される場合
- 材料のケース -  一戸建てを建てるために、柱として使われる場合

一般的に使われる際には両者は厳密に区別はされず、原材料とまとめて呼ばれることが多い。

### 原材料として扱われるもの
製造業を川の流れに見立てた場合の「川上産業」で投入される物を指すことが多い。
- 鉱物
- 食料品（食材）
- 水
- 機械材料
- 半製品

など